# El Desecho 1.ª Sección (Playa I)
El Desecho 1.ª Sección (Playa I) es una localidad del municipio de Huimanguillo ubicado en la subregión de la Chontalpa del estado mexicano de Tabasco.

## Geografía
La localidad de El Desecho 1.ª Sección (Playa I) se sitúa en las coordenadas geográficas 17°51′06″N 93°23′26″O / 17.851667, -93.390556, a una elevación de 25 metros sobre el nivel del mar.

## Demografía
Según el Conteo de Población y Vivienda 2020, efectuado por el Instituto Nacional de Estadística y Geografía, la localidad de El Desecho 1.ª Sección (Playa I) tiene 658 habitantes, de los cuales 313 son del sexo masculino y 345 del sexo femenino. Su tasa de fecundidad es de 2.33 hijos por mujer y tiene 181 viviendas particulares habitadas.
| Gráfica de evolución demográfica de El Desecho 1.ª Sección (Playa I) entre 1990 y 2020 |
|                                                                                        |
| INEGI.                                                                                 |